# OwnCloud
ownCloud — система для організації зберігання, синхронізації й обміну даними, розміщеними на зовнішніх серверах. Від схожих сервісів, таких як Google Docs, Dropbox, box.net і Ubuntu One система ownCloud відрізняється наданням користувачеві повного контролю над своїми даними — інформація не прив'язується до зовнішніх закритих хмарних систем зберігання, а розміщується на підконтрольних користувачеві системах. Спочатку проект розвивався спільнотою KDE, але згодом засновники проекту створили комерційну компанію ownCloud Inc, яка взяла в свої руки розробку ownCloud і розпочала надання платних сервісів та Enterprise-версії платформи.
Для доступу до даних, збережених в ownCloud, можна використовувати вебінтерфейс або протокол WebDAV. Додатково до зберігання даних можна відзначити функції підтримки засобів для забезпечення спільного доступу і можливість синхронізації між різними машинами таких даних, як адресна книга, календар-планувальник і закладки, з можливістю їхнього перегляду і редагування з будь-якого пристрою в будь-якій точці мережі. Сирцеві тексти системи поширюються в рамках ліцензії AGPL. Сервер ownCloud можна розгорнути на будь-якому хостингу, який підтримує виконання PHP-скриптів і надає доступ до SQLite, MySQL або PostgreSQL.
У версії ownCloud 4 з'явилися підтримка версійного контролю змін файлів, підтримка шифрування даних, інтерфейс для ведення планів(TODO), вбудований переглядач ODF-файлів, можливість монтування зовнішніх сховищ.
Одночасно випускається ownCloud Sync Client, клієнтський інтерфейсний застосунок для синхронізації локальних тек зі сховищем ownCloud, варіанти клієнта підготовлені для Linux, Mac OS X і Windows.

## Особливості ownCloud
- Підтримка засобів для забезпечення спільного доступу і можливість синхронізації між різними машинами таких даних, як адресна книга, календар-планувальник і закладки, з можливістю їхнього перегляду і редагування з будь-якого пристрою в будь-якій точці мережі. Можливе відкриття публічного доступу до окремих файлів або надання заданим користувачам прав на редагування
- Підтримка шифрування передачі даних;
- Автоматичне резервне копіювання;
- Доступ до сховища може бути забезпечений за допомогою монтування мережевого розділу, за допомогою WebDAV, KDE KIO-Slaves, застосунки для мобільних телефонів (Android, Apple iOS) або через вебінтерфейс;
- Підтримка WebDAV дозволяє організувати доступ до даних з будь-яких операційних систем, використовуючи будь-який стандартний WebDAV-клієнт, навіть з машин, захищених фаєрволом або з тих, що перебувають за транслятором адрес;
- У Linux віддалений каталог можна примонтувати як частину локальної файлової системи за допомогою FUSE-модуля або підключити в KDE через KIO-Slaves. Модулі інтеграції з ownCloud підготовлені для різних файлових менеджерів, таких як Dolphin, Nautilus, Finder і Explorer.
- Підтримка Open Collaboration Services API, що дає можливість відправки повідомлень, наприклад, при відправленні файлу іншим користувачем, через стандартний механізм нотифікації KDE;
- Підтримка синхронізації даних з іншими вебзастосунками, що підтримують протокол remoteStorage, розроблений у рамках проекту Unhosted, в рамках якого розвивається концепція створення вебзастосунків, для яких дані користувача не прив'язані до певного сервісу або сховища;
- Система плагінів дозволяє користувачам створювати власні розширення з реалізацією додаткових функцій. Як приклади плагінів, які можуть бути інтегровані з веборієнтованим сховищем ownCloud, наводяться:
  - плагін для спільної підтримки фотоальбому;
  - музичний сервер, що дозволяє прослуховувати власну музичну колекцію з будь-якого пристрою в мережі;
  - сховище подкастів і відеороликів з доступом через вебінтерфейс або через медіа-плеєр;
- Є система управління правами користувачів і груп;
- Модулі для інтеграції підтримки OpenID і LDAP;
- Безпечний і простий механізм для організації спільного доступу до файлів різних користувачів. Можливе відкриття публічного доступу до окремих файлів або надання заданим користувачам прав на редагування;
- Підтримка організації прямого доступу до музичної колекції, архіву фотографій і персональної інформації (календар, адресна книга, закладки) або роботи з цими даними зі сторонніх застосунків;
- У вебінтерфейс вбудовані засоби для роботи з синхронізованою адресною книгою, календарем-планувальником, колекцією фотографій, архівом музичних творів. Можливість роботи з синхронізованими в ownCloud адресною книгою і календарем-планувальником з програм, що підтримують протоколи CardDAV і CalDAV, наприклад, Kontact, Thunderbird і Evolution;
- Для ownCloud підготовлений сервер Ampache, що дозволяє організувати потокове мовлення музики в такі програми, як Amarok і Tomahawk